# Município de Dinsmore
Localização do Ohio nos E.U.A.
O município de Dinsmore (em inglês: Dinsmore Township) é um município localizado no condado de Shelby no estado estadounidense de Ohio. No ano 2010 tinha uma população de 3477 habitantes e uma densidade populacional de 36,97 pessoas por km².

## Geografia
O município de Dinsmore encontra-se localizado nas coordenadas 40° 26′ 08″ N, 84° 09′ 29″ O. Segundo a Departamento do Censo dos Estados Unidos, o município tem uma superfície total de 94.04 km², da qual 93.82 km² correspondem a terra firme e (0.23%) 0.22 km² é água.

## Demografia
Segundo o censo de 2010, tinha 3477 pessoas residindo no município de Dinsmore. A densidade de população era de 36,97 hab./km².